# 胡烈
胡 烈（こ れつ）は、中国三国時代から西晋にかけての武将。魏・西晋に仕えた。字は玄武または武玄。雍州安定郡臨涇県の人。父は胡遵。子は胡淵。兄は胡広・胡奮。弟は胡岐。

## 経歴
甘露2年（257年）8月、胡烈は魏の泰山太守の官にあった。反乱を起こした諸葛誕の増援に訪れた呉将朱異を、抜け道を通って都陸で襲撃し、軍需品を燃やす戦功を挙げた。
景元2年（261年）3月、襄陽太守を務め、「呉の鄧由らが帰順するのに呼応し、出迎えて敵の屯営を落としたい」と上奏した。しかし王基がこの帰順を偽りと疑い、司馬昭がその判断に従ったことで出兵は差し止められ、結局鄧由らが帰順することはなかった。
景元4年（263年）、征蜀護軍を務め、鍾会の配下として蜀漢討伐に従軍。陽安関を襲撃して蔣舒を降伏させ、傅僉を撃ち破った。別働隊の鄧艾が成都に迫ると、蜀漢の皇帝劉禅が降伏し征蜀は達成されるが、後に鍾会と共に鄧艾が反乱を企てていると訴え、逮捕に追いやった。
しかしその後は胡烈らが、反乱を目論む鍾会によって幽閉される。幽閉の最中、丘建の従卒が胡烈に食料を差し入れに訪れた。それを見た胡烈の従卒も胡烈に食料を差し入れに来たが、胡烈はその従卒に「丘建が極秘に情報をくれた。鍾会は大穴を掘り、棒を数千本用意し、よその兵を順番に棒で殴り殺して、穴に投げ込むつもりらしい」という虚報を流した。これを聞いた子の胡淵をはじめとする諸軍が、鍾会らを襲撃・殺害し、胡烈は救出された（蜀漢の滅亡）。
咸熙元年（264年）、荊州刺史を務め、呉の包囲を受けた永安の羅憲の救援に向かい、敵軍を撤退させた。
魏から晋（西晋）への禅譲が成った後の泰始4年（268年）10月、呉の万彧が襄陽に侵攻したためこれを迎撃し、撃ち破った。
泰始5年（269年）2月、秦州が新設される。異民族の鮮卑が騒動を起こすことが懸念されたこの地に、西方に名を轟かす胡烈が刺史として抜擢された。しかし翌年（270年）6月、胡烈は鮮卑の禿髪樹機能との戦いに敗れ、戦死した。
胡烈の敗因は救援がなかったためとされる。扶風王司馬亮は配下の劉旂・敬琰らに胡烈の救援を命じていたが、両者は敵軍を恐れて進軍しなかったため、孤立無援となった胡烈が戦死することになったという。この一件により司馬亮は朝廷より責任を問われて平西将軍に降格、劉旂は斬罪に処されることとなった。司馬亮は軍司の曹冏と共に上奏し、責任は自らの過失にあるとして劉旂の死罪を免じるよう請うたが、武帝司馬炎は訴えを退け、さらに司馬亮の官爵を全て剥奪した。
またこれより先、晋の重臣陳騫は司馬炎に対し、「胡烈と牽弘は勇敢ですが思慮に欠けます。辺境の任は果たせないでしょう」と訴えており、両名ともに異民族との戦いで敗死するに及び、司馬炎は陳騫の言を聞かなかったことを後悔したとも言われる。